# Waterakkers-Lunetten
Waterakkers-Lunetten is een woonwijk en Vinex-locatie in de gemeente Heemskerk. De wijk maakt deel uit van de buurt Van Acker tot Burcht, alsmede van de CBS-ingedeelde wijk Hoogdorp en Waterakkers.
De woonwijk ligt geografisch gezien in het westen van de Heemskerkse bebouwde kom. Het inwonertal ligt rond de 2830 in 2014. Waterakkers-Lunetten beslaat een oppervlakte van 56 ha.
In de volksmond wordt Waterakkers-Lunetten ook wel gewoon 'Waterakkers' genoemd.

## Geschiedenis
In 1995 kwam er een plan van Architectenbureau Alberts en Van Huut voor een nieuwe woonwijk in Heemskerk. Dit architectenduo heeft een speciale, vrolijke manier van ontwerpen: de organische stijl. Zij zijn bekend van onder andere het (voormalig) hoofdkantoor van de ING.
Op de plek van de woonwijk lag vroeger een tuindersgebied. Tegenwoordig is er één woning overgebleven van de oorspronkelijke bebouwing; dit huis aan de Pieter Acker is een van de weinige niet-organische gebouwen in de wijk. Deze woning valt des te meer op door diens centrale ligging tussen de overige organische bouw.
De bouw van een woonwijk op een groen tuindersgebied oogstte in eerste instantie veel kritiek, maar tussen 1996 en 2000 werd dan toch de eerste fase voltooid. Als gevolg van een toegenomen vraag is een tweede fase rond 2006 gereed gekomen. Deze beslaat vooral het zuidelijke deel en de noordwestelijke hoek van de wijk. Onder de tweede fase vallen ook speciale 'klimaathuizen' aan de Pad Acker, ondersteund door het WNF.

## Straten
De straatnamen verwijzen naar het tuinbouwverleden. Alle straten die officieel tot Waterakkers-Lunetten behoren, eindigen met 'Acker' in hun naam:
- Appel Acker
- Beslooten Acker
- Botter Acker
- Hillen Acker
- Kercke Acker (onbewoond)
- Lange Acker
- Leen Acker
- Pad Acker
- Pastoors Acker
- Pieter Acker
- Ruyn Acker
- Schilp Acker
- Suyckers Acker
- Sybrands Acker
- Water Acker
- Weg Acker

Ook zijn er organische bungalow-huizen aan de Maerten v. Heemskerckstraat en slechts niet-organische woningen aan de Losse Acker: uitzonderingen op de regel.

## Bevolking
4 procent van de inwoners van Waterakkers-Lunetten is een niet-westerse allochtoon. Dat ligt flink onder het Heemskerkse gemiddelde, wat 9 procent is. 8 procent is een westerse allochtoon. De woonwijk bestaat voor 88 procent uit autochtone Nederlanders.

## Elementen en kleuren
Het oorspronkelijke kleurgebruik op de gevels en kozijnen stamt af van de elementen vuur, lucht en water. Het element aarde komt terug in de vele groenvoorzieningen die de wijk rijk is, evenals in de roodbruine bakstenen.
Hoewel de architecten een harmonische eenheid voor ogen hadden door dit kleurenschema voor te schrijven aan de gehele wijk, zijn een aantal woningen in de loop der tijd toch in andere kleuren overgeschilderd. De gemeente had geen verplichting het kleurenschema te handhaven, doch bewoners zouden volgens het koopcontract elkaar aan moeten spreken om de juiste kleuren te behouden. Dit laatste is echter niet gebeurd, met alle gevolgen van dien.
In oktober 2010 is de gemeente hiertegen opgetreden en de regel luidt 'voor oktober 2011 heeft iedere bewoner zijn kozijnen weer op de oorspronkelijke kleur!'. Dit heeft amper gewerkt, in juni 2011 waren er nog maar 4 huizen van een andere kleur naar de oorspronkelijke kleur gebracht, met erbij dat er nog een bewoner van de oorspronkelijke kleur naar een eigen kleur heeft gewisseld.
In de gemeente Heemskerk hebben twee woonwijken zo een kleurenschema: Waterakkers-Lunetten en Broekpolder (deels in Beverwijk).

## Autoboulevard Waterwegen
In 2010 werd aan de westzijde van de Waterakkers-Lunetten de autoboulevard Waterwegen aangelegd. Met de bouw van Drogtrop is de autoboulevard voltooid. Opvallend is het gebouw van supermarktketen Albert Heijn aan de Rijksstraatweg. Het is een van de nieuwste gebouwen in de organische stijl (geopend in 2012) en de enige zonder woonbestemming.